# Allan Vaché
Allan R. Vaché (Rahway, 16 december 1953) is een Amerikaanse jazzklarinettist van de mainstream jazz en de swing.

## Biografie
Allan Vaché is de jongste broer van de kornettist Warren Vaché jr. en zoon van de bassist Warren Vaché sr. Tijdens zijn beginjaren als muzikant werkte hij in de buurt van New York met Bobby Hackett, Wild Bill Davison, Bob Wilber en Lionel Hampton. Na zijn schooltijd in Rahway van 1959 tot 1971 studeerde hij van 1971 tot 1975 aan het Jersey City State College. Bovendien had hij tijdens deze periode klarinet-onderricht bij Martin Dworkin van het Metropolitan Opera Orchestra en ook van Kenny Davern. In 1975 werd hij lid van de Jim Cullum Jazz Band uit San Antonio, waarmee hij op tournee ging, talrijke platen opnam en in radioprogramma's optrad zoals Riverwalk Jazz tot 1992. Daarna werkte hij als freelance muzikant, trad hij als solist op bij jazzfeesten en talrijke festivals.
De band trad onder andere op met de jazzopera Porgy and Bess in het Kennedy Center in Washington D.C. en tijdens het The Cervantino Arts Festival in Mexico-Stad in opdracht van het United States Department of State. In 1993 vertrok Allan Vaché naar Orlando, waar hij optrad in amusementsparken als Disney World, Church Street Station en Rosie O'Grady's. Sinds de jaren 1990 nam hij een reeks albums op voor Audiophile Records, Jazzology Records en Arbors Jazz, onder andere met zijn broer Warren, Bob Haggart, Bucky Pizzarelli en John Bunch als gastmuzikant. In 1997 nam hij met het album Revisited! een nieuwe opname op van de band Sidney Bechet/Muggsy Spanier in de bezetting klarinet, kornet, gitaar/viool en bas. In Europa was hij ook te horen met de Radio Kings van Martin Breinschmid.

## Discografie
- 1994: Jazz im Amerika Haus (Nagel-Heyer Records) met Warren Vaché jr.
- 1996: Allan Vaché's Florida Jazz Allstars (Nagel-Heyer Records) met Bob Haggard
- 1997: Revisited! (Nagel-Heyer Records) met David Jones, Bob Leary, Phil Flanigan
- 1998: Raisin' the Roof (Nagel-Heyer Records) met Jim Galloway, Howard Alden, John Bunch, Michael Moore, Jake Hanna
- 2006: With Benny In Mind (Arbors Records) met Christian Tamburr, Vincent Corrao, John Sheridan, Phil Flanigan, Ed Metz Jr.

- Gemeinsame Normdatei: 134994272
- International Standard Name Identifier: 0000 0000 5552 4216
- Library of Congress Control Number: n96002107
- MusicBrainz: 7d7dff24-8060-4fd1-8586-bdc220fa966f
- Virtual International Authority File: 46021329
- WorldCat: E39PBJkT9D9CCwxD63kDTdp773